# محوطه چاه قجر ۱
محوطه چاه قجر ۱ مربوط به هزاره سوم قبل از میلاد است و در شهرستان ایرانشهر، بخش بمپور، ۶/۶ کیلومتری غرب شهر بمپور واقع شده و این اثر در تاریخ ۲۷ اسفند ۱۳۸۶ با شمارهٔ ثبت ۲۲۷۵۰ به‌عنوان یکی از آثار ملی ایران به ثبت رسیده است.